# 爵士苹果
爵士蘋果，是蘋果的栽培品種之一，品種名為“Scifresh”，原產自紐西蘭，由皇家加拉與布瑞本（Braeburn）两種紐西蘭品種的蘋果雜交得到。